# Colonia Marina (Buenos Aires)
Colonia Marina es una localidad balnearia argentina a orillas del mar Argentino, en el partido de Villa Gesell, provincia de Buenos Aires, rodeada por cordones de dunas.
En los últimos años se han incrementado los desarrollos inmobiliarios de calidad orientados a un público de alto nivel adquisitivo.
Uno de sus grandes desarrolladores, DUNAS VILLAGE S.A. presenta oportunidades en complejos de playa, dúplex, hotelería y paseo comercial, entre otros.

## Historia
Colonia Marina es la urbanización más reciente del Partido de Villa Gesell y se encuentra entre Villa Gesell y Mar de las Pampas.